# 格尔洛斯
格尔洛斯是奥地利蒂罗尔州施瓦茨县的一个市镇。总面积118.7平方公里，总人口786人，人口密度6.6人/平方公里（2005年）。